# Minardi M192
Chronologie des modèles (1992)
Minardi M191B Minardi M193
La Minardi M192 est la monoplace de Formule 1 engagée par la Scuderia Minardi dans le cadre du championnat du monde de Formule 1 1992. Elle est pilotée par le Brésilien Christian Fittipaldi, remplacé pour trois Grands Prix en cours de saison par l'Italien Alessandro Zanardi, et par l'Italien Gianni Morbidelli, présent au sein de l'écurie italienne depuis 1990. Le pilote-essayeur est l'Italien Fabrizio Barbazza. 

## Historique
La M192 est engagée à partir de la cinquième manche de la saison, au Grand Prix de Saint-Marin, la M191B de l'année précédente participant aux premières courses du championnat le temps que la M192 soit finalisée. Lors de cette première course, aucun pilote Minardi ne franchit la ligne d'arrivée : Christian Fittipaldi abandonne au huitième tour à cause d'un problème de transmission tandis que Gianni Morbidelli subit la casse de son moteur V12 Lamborghini au bout de vingt-quatre tours.
Lors des qualifications du Grand Prix de France, Fittipaldi est victime d'une violente sortie de piste et heurte un mur de béton en marche arrière. Son coéquipier, qualifié seizième, termine huitième de la course. Souffrant de douleurs à la nuque, Fittipaldi est remplacé pour les trois manches suivantes par Alessandro Zanardi,,.
La deuxième moitié de saison est difficile pour la M192 qui manque de développement : Zanardi échoue à se qualifier en Grande-Bretagne et en Hongrie où Morbidelli n'est pas autorisé à prendre le départ de la course,. À son retour, Fittipaldi ne parvient pas à se qualifier lors des Grands Prix de Belgique et d'Italie,.
La M192 réalise sa meilleure performance lors de l'avant-dernière manche du championnat, au Grand Prix du Japon. En qualifications, Fittipaldi et Morbidelli réalisent les douzième et quatorzième temps, à cinq secondes de la pole position de Nigel Mansell. En course, si l'Italien termine quatorzième et avant-dernier, à trois tours du vainqueur Riccardo Patrese, Fittipaldi franchit la ligne d'arrivée en sixième position et marque son premier point en Formule 1,,.
À l'issue de la saison, Minardi termine douzième du championnat du monde des constructeurs avec un point, marqué par Christian Fittipaldi qui se classe dix-huitième du championnat des pilotes.

## Engagement auTrofeo Indoor di Formula 1
Les 7 et 8 décembre 1992, Minardi participe au Trofeo Indoor di Formula 1, une épreuve d'exhibition organisée en marge du Motor Show de Bologne, une exposition internationale reconnue par l'Organisation internationale des constructeurs automobiles qui se tient dans les salons de la foire de Bologne. Bien que l'épreuve soit baptisée indoor, la piste, d'une longueur de 1 300 mètres, est située à l'extérieur des locaux de l'exposition. Pour cette cinquième édition, Lotus, la Scuderia Minardi et la Scuderia Italia sont engagés, ce qui leur permet d'une part de se présenter devant leur public national et d'autre part, permet aux directeurs d'écurie de nouer des contacts avec d'éventuels partenaires financiers pour compléter leur budget pour la saison à venir.
Lotus engage une 107, pilotée par Johnny Herbert, Minardi confie deux M192 au Brésilien Christian Fittipaldi et à l'Italien Alessandro Zanardi et la Scuderia Italia engage deux Dallara 192 confiés aux titulaires Jyrki Järvilehto et Pierluigi Martini.
La compétition se compose de trois manches à élimination directe. Fittipaldi accède directement aux demi-finales puisque Emanuele Naspetti, qui devait piloter une March CG911B, est forfait à la suite de la faillite de son écurie. Lors de la première manche, Järvilehto affronte Zanardi tandis que Herbert s'oppose à Alboreto. Järvilehto remporte son quart de finale au terme d'une course très disputée tandis que Herbert élimine Alboreto. Zanardi ayant été plus rapide qu'Alboreto, il est repêché et accède au tour suivant. En demi-finale, Zanardi est battu par Herbert tandis que Fittipaldi s'incline face à Järvilehto. En finale, Herbert, opposé au Finlandais, remporte le trophée.

## Résultats en championnat du monde de Formule 1
| Saison | Écurie          | Moteur               | Pneumatiques | Pilotes              | Courses | Courses | Courses | Courses | Courses | Courses | Courses | Courses | Courses | Courses | Courses | Courses | Courses | Courses | Courses | Courses | Points inscrits | Classement |
| Saison | Écurie          | Moteur               | Pneumatiques | Pilotes              | 1       | 2       | 3       | 4       | 5       | 6       | 7       | 8       | 9       | 10      | 11      | 12      | 13      | 14      | 15      | 16      | Points inscrits | Classement |
| ------ | --------------- | -------------------- | ------------ | -------------------- | ------- | ------- | ------- | ------- | ------- | ------- | ------- | ------- | ------- | ------- | ------- | ------- | ------- | ------- | ------- | ------- | --------------- | ---------- |
| 1992   | Minardi F1 Team | Lamborghini 3512 V12 | Goodyear     |                      | AFS     | MEX     | BRÉ     | ESP     | SMR     | MON     | CAN     | FRA     | GBR     | ALL     | HON     | BEL     | ITA     | POR     | JAP     | AUS     | 1*              | 12e        |
| 1992   | Minardi F1 Team | Lamborghini 3512 V12 | Goodyear     | Christian Fittipaldi |         |         |         |         | Abd     | 8e      | 13e     | Nq.     |         |         |         | Nq.     | Nq.     | 12e     | 6e      | 9e      | 1*              | 12e        |
| 1992   | Minardi F1 Team | Lamborghini 3512 V12 | Goodyear     | Alessandro Zanardi   |         |         |         |         |         |         |         |         | Nq.     | Abd     | Nq.     |         |         |         |         |         | 1*              | 12e        |
| 1992   | Minardi F1 Team | Lamborghini 3512 V12 | Goodyear     | Gianni Morbidelli    |         |         |         |         | Abd     | Abd     | 11e     | 8e      | Abd     | 12e     | Nq.     | 16e     | Abd     | 14e     | 14e     | 10e     | 1*              | 12e        |

Légende : ici 

- Aucun point marqué avec la Minardi M191B.

## Résultats duTrofeo Indoor di Formula 1
|  | Quarts de finale | Quarts de finale   | Quarts de finale |                      |                | Demi-finales         | Demi-finales | Demi-finales |  |                 | Finale           | Finale | Finale    | Finale |
|  |                  |                    |                  |                      |                |                      |              |              |  |                 |                  |        |           |        |
|  | Scuderia Italia  | Jyrki Järvilehto   | vainqueur        |                      |                |                      |              |              |  |                 |                  |        |           |        |
|  | Minardi          | Alessandro Zanardi | repêché          |                      |                |                      |              |              |  |                 |                  |        |           |        |
|  | Minardi          | Alessandro Zanardi | repêché          |                      | Minardi        | Christian Fittipaldi | éliminé      |              |  |                 |                  |        |           |        |
|  |                  |                    |                  |                      | Minardi        | Christian Fittipaldi | éliminé      |              |  |                 |                  |        |           |        |
|  |                  | Scuderia Italia    | Jyrki Järvilehto | vainqueur            |                |                      |              |              |  |                 |                  |        |           |        |
|  | Team Lotus       | Scuderia Italia    | Jyrki Järvilehto | vainqueur            | Johnny Herbert | vainqueur            |              |              |  |                 |                  |        |           |        |
|  | Team Lotus       |                    |                  |                      | Johnny Herbert | vainqueur            |              |              |  |                 |                  |        |           |        |
|  | Scuderia Italia  | Michele Alboreto   | éliminé          |                      |                |                      |              |              |  |                 |                  |        |           |        |
|  | Scuderia Italia  | Michele Alboreto   | éliminé          |                      |                |                      |              |              |  | Scuderia Italia | Jyrki Järvilehto |        | finaliste |        |
|  |                  |                    |                  |                      |                |                      |              |              |  | Scuderia Italia | Jyrki Järvilehto |        | finaliste |        |
|  |                  | Team Lotus         | Johnny Herbert   |                      | vainqueur      |                      |              |              |  |                 |                  |        |           |        |
|  | Minardi          | Team Lotus         | Johnny Herbert   | Christian Fittipaldi | vainqueur      | vainqueur            |              |              |  |                 |                  |        |           |        |
|  | Minardi          |                    |                  | Christian Fittipaldi |                | vainqueur            |              |              |  |                 |                  |        |           |        |
|  | March            | Emanuele Naspetti  | forfait          |                      |                |                      |              |              |  |                 |                  |        |           |        |
|  | March            | Emanuele Naspetti  | forfait          |                      | Team Lotus     | Johnny Herbert       | vainqueur    |              |  |                 |                  |        |           |        |
|  |                  |                    |                  |                      | Team Lotus     | Johnny Herbert       | vainqueur    |              |  |                 |                  |        |           |        |
|  |                  |                    | Minardi          | Alessandro Zanardi   | éliminé        |                      |              |              |  |                 |                  |        |           |        |
|  |                  |                    |                  | Alessandro Zanardi   | éliminé        |                      |              |              |  |                 |                  |        |           |        |
|  |                  |                    |                  |                      |                |                      |              |              |  |                 |                  |        |           |        |
|  |                  |                    |                  |                      |                |                      |              |              |  |                 |                  |        |           |        |